# USB-hub

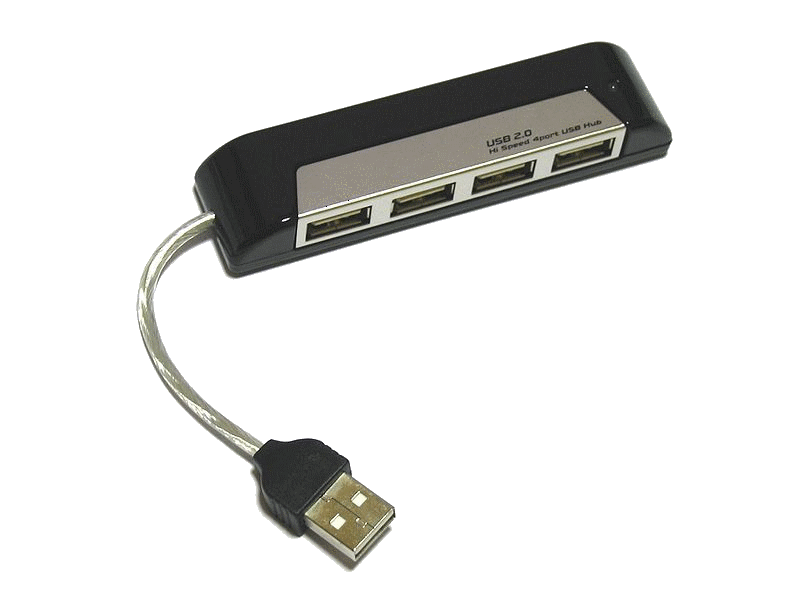
Een USB-hub met vier poorten.

Een USB-hub is een apparaat dat meerdere USB-uitgangen bevat, om het aanbod van USB-poorten te vergroten. Een USB-hub wordt meestal aangesloten op een USB-poort van de computer en er kunnen vervolgens meerdere USB-apparaten op worden aangesloten.
Naast de standaard A-type-poorten kan de hub bijvoorbeeld een aparte USB 3.1- of USB Type-C-poort hebben. Er zijn ook hubs met andere poorten dan USB-poorten, zoals FireWire (IEEE 1394).
De hubs zijn ofwel bus-powered of self-powered. De seriële poorten ontvangen in het eerste geval via de bus een totale voedingsstroom van maximaal 500 mA. Als het totale energieverbruik hoger is, is een aparte voeding noodzakelijk. In het tweede geval kan elke poort dan tot 500 mA verbruiken.
Hoewel een USB-hub meestal een afzonderlijk apparaat is (meestal met maximaal zeven uitgangen), kunnen computers, toetsenborden, monitoren of printers ingebouwde USB-hubs hebben. In een USB-netwerk kunnen maximaal 127 USB-apparaten worden verbonden met een enkele USB-controller.